# Aliyah Abrams
Aliyah Abrams (* 3. April 1997 in New York City) ist eine guyanische Leichtathletin, die sich auf den Sprint spezialisiert hat. Auch ihre ältere Schwester Jasmine ist als Leichtathletin aktiv.

## Sportliche Laufbahn
Erste Erfahrungen bei internationalen Meisterschaften sammelte Aliyah Abrams im Jahr 2016, als sie im 400-Meter-Lauf an den Olympischen Sommerspielen in Rio de Janeiro teilnahm und dort mit 52,79 s in der ersten Runde ausschied. 2019 startete sie dann bei den Panamerikanischen Spielen in Lima und belegte dort in 52,63 s den siebten Platz. Anschließend gelangte sie bei den Weltmeisterschaften in Doha das Halbfinale und schied dort mit 51,71 s aus. 2021 qualifizierte sie sich erneut für die Olympischen Sommerspiele in Tokio und erreichte auch dort das Semifinale, in dem sie mit 51,46 s ausschied. Im Jahr darauf gelangte sie bei den Hallenweltmeisterschaften bis ins Finale und klassierte sich dort mit 52,34 s auf dem fünften Platz. Im Juli erreichte sie bei den Weltmeisterschaften in Eugene das Halbfinale und schied dort mit 51,79 s aus und anschließend schied sie auch bei den Commonwealth Games in Birmingham mit 52,82 s im Semifinale aus. 2023 siegte sie mit neuem Landesrekord von 50,20 s über 400 Meter beim NACAC New Life Invitational und schied dann bei den Weltmeisterschaften in Budapest mit 51,44 s in der ersten Runde aus. Anfang November gelangte sie bei den Panamerikanischen Spielen in Santiago de Chile mit 52,66 s auf den fünften Platz. Bei den World Athletics Relays 2024 auf den Bahamas verpasste sie mit der Mixed-Staffel eine Direktqualifikation für die Olympischen Sommerspiele in Paris. Dort ging sie aber über 400 Meter an den Start und schied mit 51,84 s in der Hoffnungsrunde aus. Zudem war sie Fahnenträgerin Guyanas während der Eröffnungsfeier der Spiele.
In den Jahren 2021 und 2024 wurde Abrams guyanische Meisterin im 400-Meter-Lauf sowie 2024 auch über 200 Meter. Sie absolviert ein Studium an der University of South Carolina in Columbia.

## Persönliche Bestzeiten
- 200 Meter: 23,20 s (+1,8 m/s), 23. April 2022 in Columbia
  - 200 Meter (Halle): 23,80 s, 19. Januar 2019 in Columbia
  - 300 Meter (Halle): 37,09 s, 12. Februar 2022 in Louisville (Südamerika-Bestleistung)
- 400 Meter: 50,20 s, 13. Mai 2023 in Freeport (guyanischer Rekord)
  - 400 Meter (Halle): 51,57 s, 18. März 2022 in Belgrad (Südamerikarekord)